# Antoni Morski
Antoni Morski herbu Topór (zm. w 1777 roku) – kasztelan lwowski w latach 1765–1775, kasztelan przemyski w latach 1752–1765, chorąży przemyski w latach 1748–1752, miecznik przemyski w latach 1740–1748, starosta dębowiecki w 1765 roku, sędzia kapturowy ziemi przemyskiej w 1764 roku.

## Życiorys
Był konsyliarzem konfederacji Czartoryskich w 1764 roku. Komisarz z Senatu Komisji Wojskowej Koronnej. W 1764 roku był elektorem Stanisława Augusta Poniatowskiego z województwa ruskiego. W 1766 roku został wyznaczony senatorem rezydentem.